# Библиотека Бюро языка и литературы Брунея
Библиотека Бюро языка и литературы Брунея — группа публичных библиотек под управлением Бюро языка и литературы Брунея. Это также библиотека обязательного экземпляра и авторского права Брунея.

## История
Первая библиотека Бюро языка и литературы Брунея была основана в 1963 году и временно размещалась в тогдашнем Департаменте образования. Затем было построено новое здание на улице Джалан Элизабет II в Бандар-Сери-Бегаване, где разместился главный офис Бюро языка и литературы. Здание начало использоваться 29 сентября 1967 года, а в следующем году его официально открыл будущий спикер парламента Мохаммед Алам Абдул Рахман.
С момента основания библиотечные материалы были доступны только для просмотра. Однако с 1 сентября 1971 года библиотека была преобразована в публичную и начала осуществлять выдачу книг.
С 1992 по 1994 год административная часть Бюро языка и литературы постепенно переехала в новое здание в районе Старого аэропорта и с тех пор там расположен нынешний главный офис. Между тем, с 1994 года здание по улице Джалан Элизабет II стало использоваться исключительно как публичная библиотека.
В течение десятилетий, прошедших с момента основания библиотеки, был создан ряд публичных библиотек за пределами столицы, а также в других округах. Первые службы публичных библиотек во всех трёх других округах (Белайт, Тутонг и Тембуронг) были созданы в 1975 году. Последняя публичная библиотека была открыта в столичном районе Ламбак Канан в 2008 году.

## Подконтрольные библиотеки
В настоящее время под управлением Бюро языка и литературы Брунея находятся девять публичных библиотек: библиотеки Бандар-Сери-Бегавана, Сенгкуронга, Ламбак Канана, Муары, Тутонга, Куала-Белайта, Кампонг Пандана, Сериа, Тембуронга.

## Услуги
Помимо обычных услуг публичных библиотеках (предоставление печатных и других материалов для чтения, выдача напрокат и предоставление доступа), библиотека Бюро языка и литературы также предоставляет услуги мобильной библиотеки. По сути, это мини-библиотеки в автобусах, которые в определённые дни года ездят в различные школы по всей стране, чтобы предоставить временный доступ к литературе соответствующим школам. Библиотека также помогает устраивать зоны для чтения в длинных домах в глубинках страны.